# Irineu Duvlea
Irineu Duvlea, născut Ioan Duvlea, (n. 19 aprilie 1962, Alba Iulia) este un cleric ortodox român care îndeplinit funcția de episcop în cadrul Episcopiei Ortodoxă Română din America. În anul 2015 a fost acuzat de comportament sexual nepotrivit, iar în 2017 a fost caterisit. Între anii 1993-2000 a fost stareț al Mănăstirii Sâmbăta de Sus, numit în funcție de mitropolitul Antonie Plămădeală.

## Biografie
Ioan Duvlea a urmat primele zece clase la Liceul Industrial Teiuș între anii 1968-1978, apoi a urmat cursuri de teologie la Seminarul Teologic din Cluj (1981-1987). După absolvirea acestora din urmă, a făcut studii universitare la Institutul Teologic "Andrei Șaguna" din Sibiu (1987-1991), având ca subiect al Tezei de Licență "Regulile de organizare și funcționare a Mânăstirilor din Biserica Ortodoxă Română".
În anul 1980 a intrat la Mănăstirea Sâmbăta de Sus din județul Brașov, trecând prin toate treptele ascultării monahale. Între anii 1980-1986, pe lângă obligațiile sale monahale, datorită firii sale blânde, a fost încredințat cu purtarea de grijă fizică și spirituală a mitropolitului Nicolae Mladin, care se retrăsese din motive de sănătate la Mănăstirea Sâmbăta de Sus. Fratele Ioan a fost tuns întru monahism la 24 mai 1983 de către episcopul Lucian Florea, pe atunci vicar al Arhiepiscopiei Sibiului (ulterior episcop al Tomisului), primind cu această ocazie numele monahal de Irineu. 
De-a lungul activității sale monahale, părintele Irineu a trecut prin mai multe trepte clericale. Astfel, în anul 1981 este tuns ca rasofor. La 3 mai 1983, din încredințarea mitropolitului Antonie Plămădeală, a fost hirotonit drept ierodiacon de către Ioan de Helsinki, mitropolitul Finlandei, iar la 17 noiembrie 1984, a fost hirotonit drept ieromonah de către Antonie Plămădeală, mitropolitul Transilvaniei, în Catedrala Mitropolitană din Sibiu. 
Având în vedere meritele sale duhovnicești și abnegația sa de slujire a Bisericii lui Hristos, la data de 15 august 1988, ieromonahul Irineu a fost hirotesit drept protosinghel (purtător de cruce) de către mitropolitul Antonie Plămădeală. După pensionarea arhimandritului Veniamin Tohăneanu, stareț al Mănăstirii Brâncoveanu (Sâmbăta de Sus) și exarh al mănăstirilor din Arhiepiscopia Sibiului, mitropolitul Antonie l-a numit, la data de 1 ianuarie 1993, pe protosinghelul Irineu ca stareț și exarh al celor 15 mănăstiri și 10 schituri din Arhiepiscopia Sibiului. A fost hirotesit drept arhimandrit și instalat în mod solemn ca stareț a Mănăstirii Sâmbăta la data de 15 august 1993 de către mitropolitul Antonie, cu ocazia sfințirii mănăstirii de către patriarhul ecumenic Bartolomeu I al Constantinopolului, și patriarhul Teoctist. Cu ocazia respectivă a primit distincția "Crucea Patriarhală a Constantinopolului". 
În calitate de exarh al mănăstirilor din Arhiepiscopia Sibiului arhimandritul Irineu a tuns în monahism 30 de monahi și 15 monahii (măicuțe), având sub îndrumarea sa și mari personalități ale Bisericii Ortodoxe Române, ca de pildă pe Laurențiu Streza, viitorul Mitropolit al Ardealului, și alți stareți de mănăstiri din Mitropolia Ardealului. 
În calitate de delegat al mitropolitului Antonie, în anul 1997, arhimandritul Irineu a vizitat orașul Offenbach am Main din Germania, spre a onora un mare binefăcător al Mănăstirii Sâmbăta. Cu binecuvântarea aceluiași mitropolit a efectuat un număr 2 pelerinaje la Mânăstirile de la Muntele Athos, apoi în 1998, a făcut pelerinaje la mânăstirile din Bulgaria, Grecia, și la mormântul Sfântului Nicolae din Bari (Italia). 
În perioada cât a fost stareț al Mănăstirii Brâncoveanu arhimandritul Irineu Duvlea a primit vizita la mănăstire a 6 patriarhi: Bartolomeu I al Constantinopolului (Patriarhul Ecumenic), Parthenius al Alexandriei, Ignatie al Antiohiei, Abuna Paulus al Bisericii Copte, Pavel al Serbiei și Maxim al Bulgariei. De asemenea, a găzduit și alți ierarhi bisericești, cum ar fi: Nathaniel Popp de Detroit, Antonios Schedrawui de Mexico, John al Finlandei etc., precum și conducătorii laici, ca de exemplu Regele Mihai I al României, președinți, premieri ș.a. 
În ședința de lucru a Sfântului Sinod din 12 septembrie 2000 mitropolitul Antonie al Ardealului l-a recomandat pe arhimandritul Irineu Duvlea pentru postul de episcop vicar al Arhiepiscopiei Sibiului. El nu a primit însă voturile necesare din partea Sf. Sinod, în special ca urmare a opoziției arhiepiscopului Bartolomeu Anania, care l-a acuzat că nu avea suficiente studii pentru a fi promovat ca ierarh.  
La 24 septembrie 2000 Sfântul Sinod al Bisericii Ortodoxe Române i-a oferit părintelui Irineu rangul de arhimandrit mitrofor (purtător de mitră), o distincție foarte rar oferită în Biserica Ortodoxă Română. În decembrie 2000, fostul stareț al Mănăstirii Sâmbăta, Arhimandritul Irineu Duvlea, a plecat în SUA însoțit de șapte călugări (jumătate din Mănăstirea Sâmbăta de Sus) sub pretextul înființării unei mănăstiri.

## Emigrarea în SUA
Arhimandritul Irineu Duvlea avea o parte din rudele sale în America, pe care le-a vizitat în mai multe rânduri, începând din anul 1989. De asemenea, el îl cunoștea personal pe arhiepiscopul Nathaniel Popp, iar în 1994, cu ocazia vizitei în România, la invitația PF Patriarh Teoctist, Arhiepiscopul de la Vatra a fost întâmpinat de PC Stareț Irineu și soborul monahal la Mânăstirea Sâmbăta. 
IPS Arhiepiscopul Nathaniel a fondat un Centru de Studii Creștine Ortodoxe din Detroit și dorea stabilirea unei prezențe monahale la Centrul "Sfântului Andrei". Ca urmare a corespondenței purtate cu IPS Antonie, Mitropolitul Ardealului, Arhimandritul Irineu și un grup de călugări de la Mănăstirea Sâmbăta de Sus, au primit dezlegare din partea Mitropolitului Antonie, spre a se stabili în America, sub omoforul arhiepiscopului Nathaniel. În data de 23 februarie 2001, de sărbătoarea Sfântului Policarp al Smirnei, monahii pelerini au plecat la Detroit, unde au fondat Mănăstirea "Înălțarea Domnului", PC Arhimandrit Irineu devenind stareț al acestei mănăstiri. 
Prin activitatea defășurată la Detroit, grupul de călugări pelerini au oferit ospitalitate și confort nu numai comunității românești, ci și întregii populații ortodoxe din Metropola Detroit-ului și Statele Centrale din SUA, făcând ca mânăstirea "Înălțării Domnului" să devină un adevărat centru de spiritualitate ortodoxă. 

## Episcop-vicar al Episcopiei Ortodoxe Române din America (ROEA)
În anul 1999, Congresul Episcopiei a recomandat IPS Sale Arhiepiscopul Nathaniel Popp să-și aleagă unul sau mai mulți Episcopi Vicari, care să se preocupe de Episcopia de la Vatra Românească. După 2 ani de reflecție, înaltul ierarh al Episcopiei a numit, în primăvara anului 2002 o comisie de "căutare și interviere" de candidați calificați pentru înalta demnitate a arhieriei. Dintr-o listă de 14 "prospecți", comisia a selectat 3 candidați pentru analizare. 
La data de 28 mai 2002, cu participarea unui număr de 117 delegați, Congresul Electoral întrunind condițiile cerute de Constituție (prezența a 2/3 din totalul tuturor delegaților parohiilor și celorlalte auxiliare ale Episcopiei), l-a ales ca Episcop-Vicar al Episcopiei Ortodoxe Române din America (Vatra Românească, OCA) pe PC Arhimandrit Irineu Duvlea. 
Fiind ales de către Congresul Episcopiei Ortodoxe Române din America și Canada (ROEA) în sesiunea specială din 28 iunie 2002, membrii Sfântului Sinod al Episcopilor Bisericii Ortodoxe din America (OCA), reunit la Orlando (Florida), sub președinția PF Mitropolit Herman Swaiko, au confirmat alegerea PC Arhimandrit Irineu Duvlea întru arhierie în sesiunea sa specială care a avut loc pe durata Congresului Bisericii Ortodoxe din America din 24 iulie 2002. Arhimandritul Irineu a fost ales Episcop de Dearborn Heights (Michigan) și Episcop vicar al Episcopiei Ortodoxe Române a Americii.
Slujba de hirotonire întru arhiereu a părintelui Irineu a avut loc sâmbătă, 2 noiembrie 2002, în Catedrala "Sf. Gheorghe” din Southfield (Detroit), Michigan și a fost oficiată de către PF Herman Swaiko, Arhiepiscop de Washington și Mitropolit al Americii și Canadei (OCA). La hirotonirea PS Irineu a slujit un mare sobor de ierarhi, dintre care IPS Nathaniel Popp, Arhiepiscop de Detroit și al Episcopiei Ortodoxe Române din America (OCA); IPS Nicolae Condrea, Arhiepiscop al Arhiepiscopiei Ortodoxe Române din America și Canada, IPS Christopher, Mitropolit al Mitropoliei Ortodoxe Sârbe din America; IPS Kiril, Arhiepiscop de Pittsburg și Pennsylvania de Vest și al Episcopiei Bulgare (OCA); PS Serafim, Episcop de Ottawa și Canada (OCA); PS Demetri, Episcop de Jableh, Episcop-vicar al Arhiepiscopiei Ortodoxe Antiohiene din America de Nord; PS Nikon, Episcop de Baltimore, Episcop-vicar al Bisericii Ortodoxe din America și Locțiitor de Episcop al Episcopiei Albaneze (OCA). 
Irineu Duvlea a deținut până în iulie 2003 și funcția de stareț al Mănăstirii "Înălțarea Domnului" din Detroit, când a fost ales un nou stareț în persoana arhimandritului dr. Mihail Filimon.
A fost caterisit (oprit de la slujire și depus din treapta arhieriei) în iulie 2017.